# Shukri Ghanem
Shukri Mohammed Ghanem (arabo:شكري محمد إمحمد غانم; Tripoli, 9 ottobre 1942 – Vienna, 29 aprile 2012) è stato un politico libico, segretario generale del Comitato generale del popolo della Libia (primo ministro) dal giugno 2003 al marzo 2006 quando, nel primo grande rimpasto di governo in oltre un decennio, fu sostituito dal suo vice, Baghdadi Mahmudi. Ghanem è stato successivamente ministro del Petrolio fino al 2011. Il 29 aprile 2012, il suo corpo venne trovato galleggiare sul Danubio, a Vienna..
All'inizio della guerra civile libica sarebbe "fuggito", ma dopo che la città di Ra's Lanuf è stata riconquistata dalle forze filo-governative, l'AP ha riferito il 13 marzo di aver chiesto aiuto all'Eni per spegnere un incendio alla raffineria di Ra's Lanuf. Il 16 maggio, Al Arabiya e il CNT riferirono che Shukri Ghanem aveva disertato in Tunisia. Il giorno successivo i funzionari della sicurezza tunisina hanno confermato che si trovava effettivamente in Tunisia.

## Biografia
Ghanem nacque a Tripoli, all'epoca capitale della Libia italiana, il 9 ottobre 1942. Studiò economia all'Università Garyounis di Bengasi laureandosi nel 1963. Conseguì anche il dottorato di ricerca in economia internazionale presso la Fletcher School of Law and Diplomacy della Tufts University e dell'Università di Harvard nel 1975.

## Carriera
Ghanem fu in precedenza responsabile del segretariato dell'OPEC e direttore della sua divisione di ricerca. Fu vicedirettore e direttore del commercio estero presso il Ministero dell'Economia in Libia, direttore del marketing della National Oil Corporation (NOC) della Libia, direttore degli affari economici e sottosegretario e consigliere capo presso il ministero del Petrolio in Libia. Nel 2003, Ghanem venne nominato segretario generale del Comitato generale del popolo o primo ministro.  Nel marzo 2006, Ghanem fu nominato presidente del NOC libico. Rassegnò le sue dimissioni dalla NOC nell'agosto 2009 in mezzo a probabili disaccordi all'interno del governo libico sullo sviluppo del settore petrolifero.

### Attentato post Lockerbie
La Libia era stata diplomaticamente isolata e soggetta a sanzioni internazionali sin dall'incriminazione di due libici nel novembre 1991 per l'attentato al volo Pan Am 103 del 21 dicembre 1988 (l'attentato di Lockerbie). Dopo la nomina di Ghanem a primo ministro, la Libia cercò con successo il rientro nella comunità internazionale e ottenne la revoca delle sanzioni. Ghanem fu visto come il principale portavoce e architetto di questo riavvicinamento, che incluse il pagamento di un risarcimento di 2,16 miliardi di dollari nell'agosto 2003 alle famiglie delle 270 persone morte nell'attentato e la rinuncia alle armi di distruzione di massa.
Nel febbraio 2004, Ghanem fu intervistato dal programma BBC Radio 4 Today. Suscitò polemiche nell'intervista ripudiando la responsabilità della Libia sia per l'attentato di Lockerbie del 1988 che per l'omicidio del 1984 della WPC britannica Yvonne Fletcher (colpita e uccisa nell'aprile 1984 fuori dall'ambasciata libica a Londra). Questo incidente portò alla rottura delle relazioni diplomatiche tra Regno Unito e Libia.
Nell'intervista alla BBC, Ghanem disse:
Alla domanda se il pagamento del risarcimento significasse che la Libia non accettava alcuna colpa o responsabilità, Ghanem rispose:
Sotto la pressione degli Stati Uniti e della Gran Bretagna, i commenti di Ghanem furono rapidamente ritrattati da Gheddafi.
Non è chiaro se il licenziamento di Shukri Ghanem da primo ministro nel 2006 sia stato una conseguenza di quelle osservazioni controverse che aveva fatto due anni prima.

## Guerra civile libica
Il 16 maggio 2011, fu riferito che Ghanem aveva lasciato il governo di Gheddafi ed era fuggito, cosa che venne confermata il giorno successivo da funzionari della sicurezza tunisina. L'8 aprile 2011, sullo sfondo della guerra civile libica, il Dipartimento del Tesoro degli Stati Uniti annunciò sanzioni contro di lui. Nel maggio 2011 Ghanem lasciò Roma, confermando di aver deciso di unirsi all'opposizione libica, e si recò a Vienna.
Il nuovo governo libico non godeva della sua fiducia a causa della sua stretta amicizia con la famiglia Gheddafi, e in particolare con Saif al-Islam Gheddafi.  Prima della sua morte, il governo libico ad interim stava preparando un mandato di arresto dell'Interpol contro di lui, per indagare sulla sua cattiva gestione nella produzione di petrolio. Allo stesso tempo, era anche ricercato come testimone nel processo contro Saif al-Islam Gheddafi. Il suo diario fu acquisito dagli investigatori per le accuse di finanziamento contro il presidente francese Nicolas Sarkozy durante la campagna elettorale dell'ex presidente del 2007.

## Vita privata
Ghanem era sposato ed ebbe tre figlie e un figlio.

## Morte
Ghanem visse con la sua famiglia a Vienna, in Austria, dove aveva un appartamento e dove vivevano anche le figlie. Prima della sua morte, Ghanem espresse preoccupazione per gli ultimi sviluppi in Libia.
Il corpo di Ghanem fu trovato il 29 aprile 2012 in un ramo del Danubio. Aveva 69 anni.  Un funzionario del ministero degli Esteri austriaco dichiarò che la famiglia inizialmente aveva detto al ministero che Ghanem era morto per un attacco di cuore, cosa successivamente negata dalla polizia. Un rapporto della BBC rilevò che la causa della morte non era chiara e che la polizia aveva ordinato un'autopsia.  I test tossicologici erano ancora in corso quando il corpo di Ghanem fu rilasciato per la sepoltura. Il suo corpo, in una bara avvolta in una bandiera bianca, venne riportato a Tripoli e lì sepolto all'inizio di maggio 2012.

### Accuse postume
Il 1º maggio 2012, la Reuters riferì che i collaboratori di Ghanem in altri paesi dell'OPEC, tra cui l'ex ministro del petrolio iracheno Issam Chalabi, non avevano creduto alla versione ufficiale della sua morte.
Nel marzo 2019, The Independent scrisse che Ghanem era l'intermediario per molte delle tangenti pagate al regime di Gheddafi da aziende del mondo occidentale, in particolare Yara International. Secondo i pubblici ministeri norvegesi e svizzeri, il figlio di Ghanem, Mohammed, fu il "portaborse" nel caso Yara e Yara aveva depositato almeno 1,5 milioni di dollari su un conto appartenente a una società registrata nelle Isole Vergini britanniche gestita da Mohammed Ghanem. I pubblici ministeri olandesi stavano contemporaneamente portando avanti un procedimento contro un hedge fund da 700 milioni di dollari gestito dal genero di Ghanem, Ismael Abudher. Secondo gli investigatori olandesi, Abudher possedeva almeno dodici società di comodo delle Isole Vergini britanniche e le usava per appropriarsi indebitamente di denaro dal fondo sovrano libico, la Libyan Investment Authority.
Nel giugno 2022, Vanity Fair riportò che Ghanem valeva miliardi di denaro illecito di Gheddafi al momento della sua morte a causa della corruzione e sollevò la possibilità che la sua morte fosse dovuta a un gioco scorretto.